# 676 v. Chr.
Portal Geschichte | Portal Biografien | Aktuelle Ereignisse | Jahreskalender | Tagesartikel

◄ |
8. Jahrhundert v. Chr. |
7. Jahrhundert v. Chr. |
6. Jahrhundert v. Chr. |
►

◄ | 690er v. Chr. | 680er v. Chr. | 670er v. Chr. | 660er v. Chr. |
650er v. Chr. |
►

◄◄ | ◄ | 679 v. Chr. | 678 v. Chr. | 677 v. Chr. | 676 v. Chr. |
675 v. Chr. |
674 v. Chr. |
673 v. Chr. |
► |
►►

## Ereignisse

### Politik
- 5. Regierungsjahr des assyrischen Königs Asarhaddon (676 bis 675 v. Chr.): Im Monat Tašritu stirbt der sidonische König Abdi-Milkutti; anschließend wird sein Kopf nach Assyrien gebracht.

### Wissenschaft und Technik
- 5. Regierungsjahr des assyrischen und babylonischen Königs Asarhaddon:
  - Im babylonischen Kalender fällt das babylonische Neujahr des 1. Nisannu auf den 11.–12. März[1]; der Vollmond im Nisannu auf den 24.–25. März[1].
  - Der ausgerufene Schaltmonat Ululu II beginnt am 5. September,[1] der 1. Tašritu fällt dadurch auf den 4.–5. Oktober[1].[2]